# L'Union

L'Union este o comună în departamentul Haute-Garonne din sudul Franței. În 2009 avea o populație de 12.026 de locuitori.

## Monument

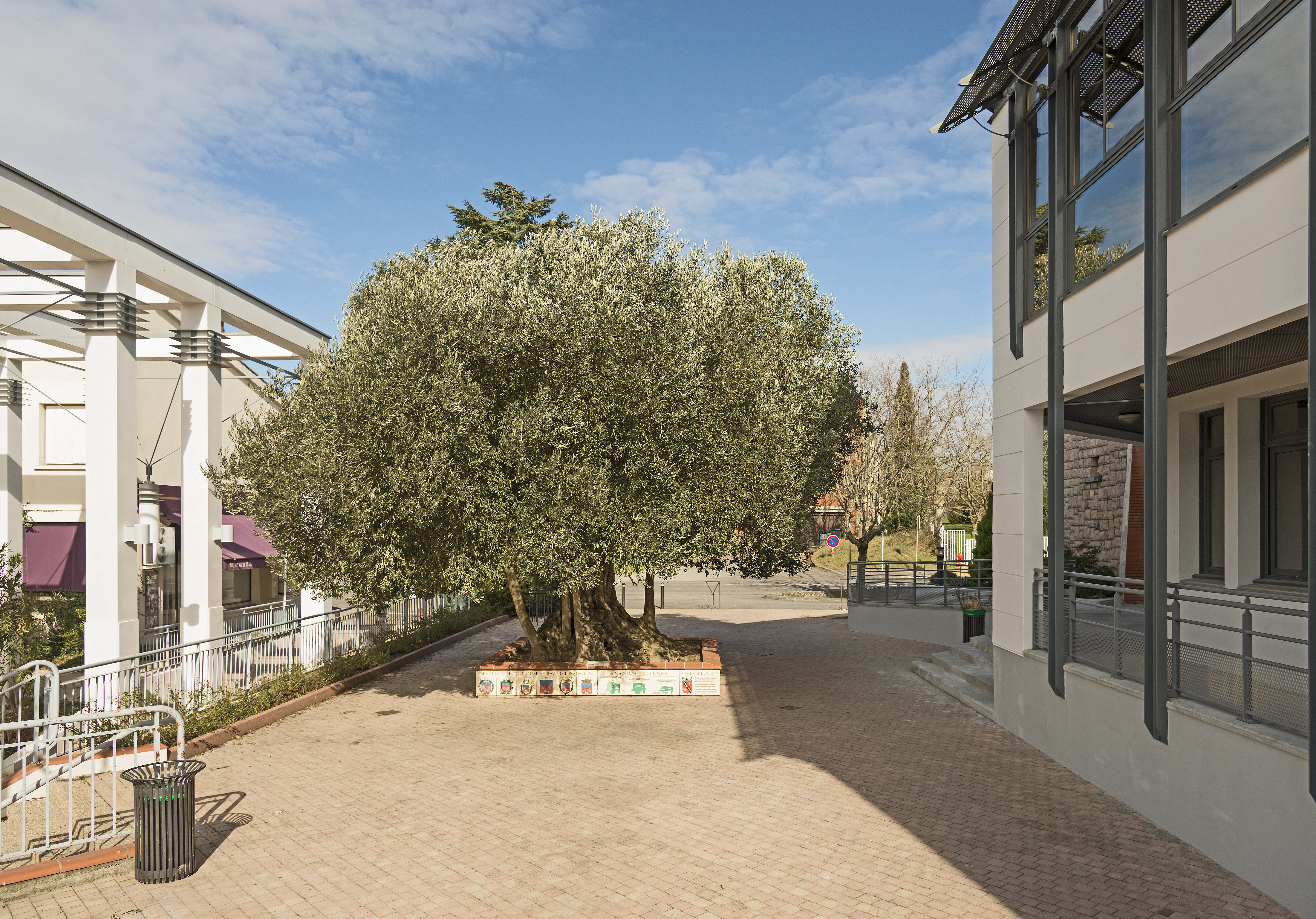
Mileniul de măslin
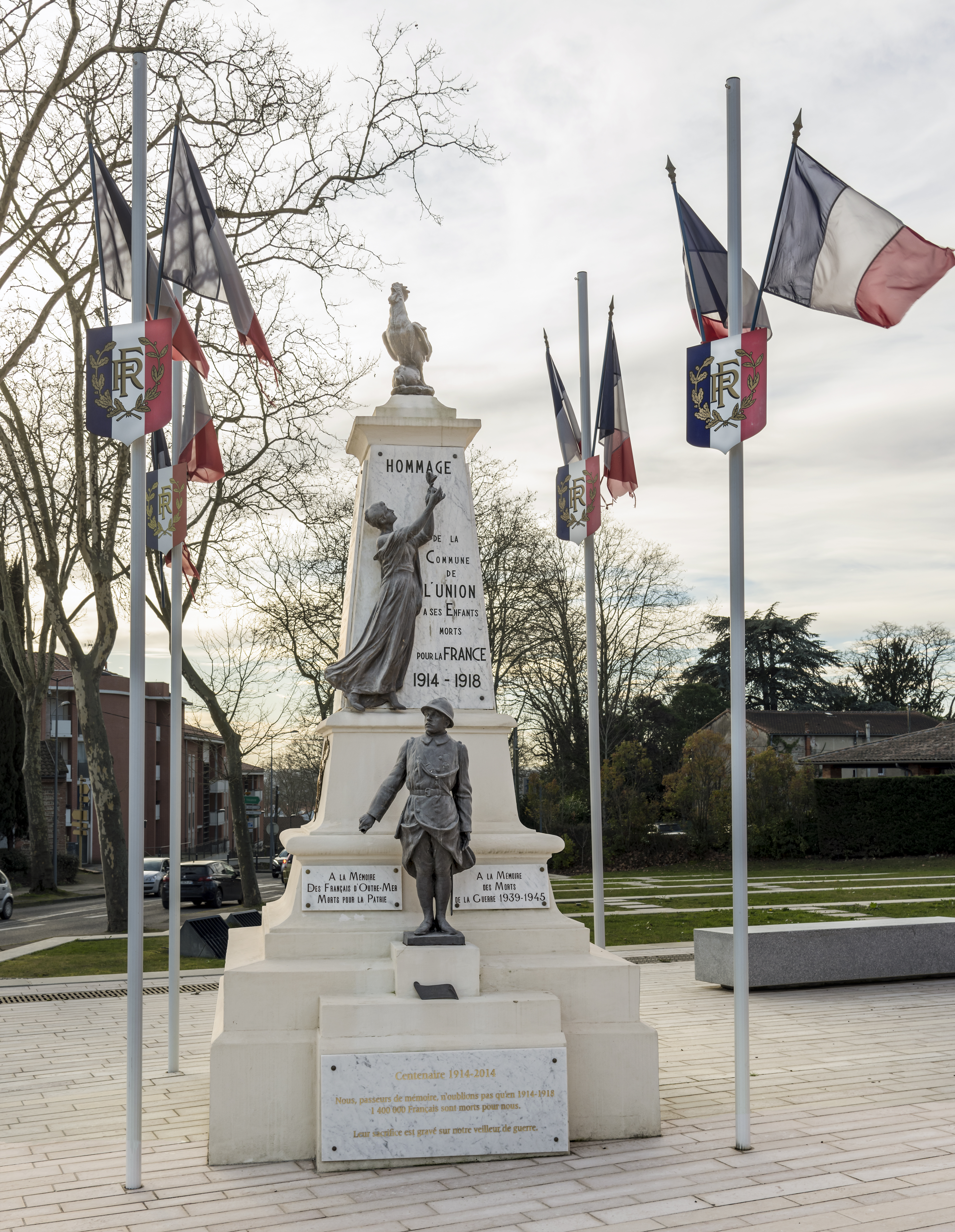
Monumentul morților.
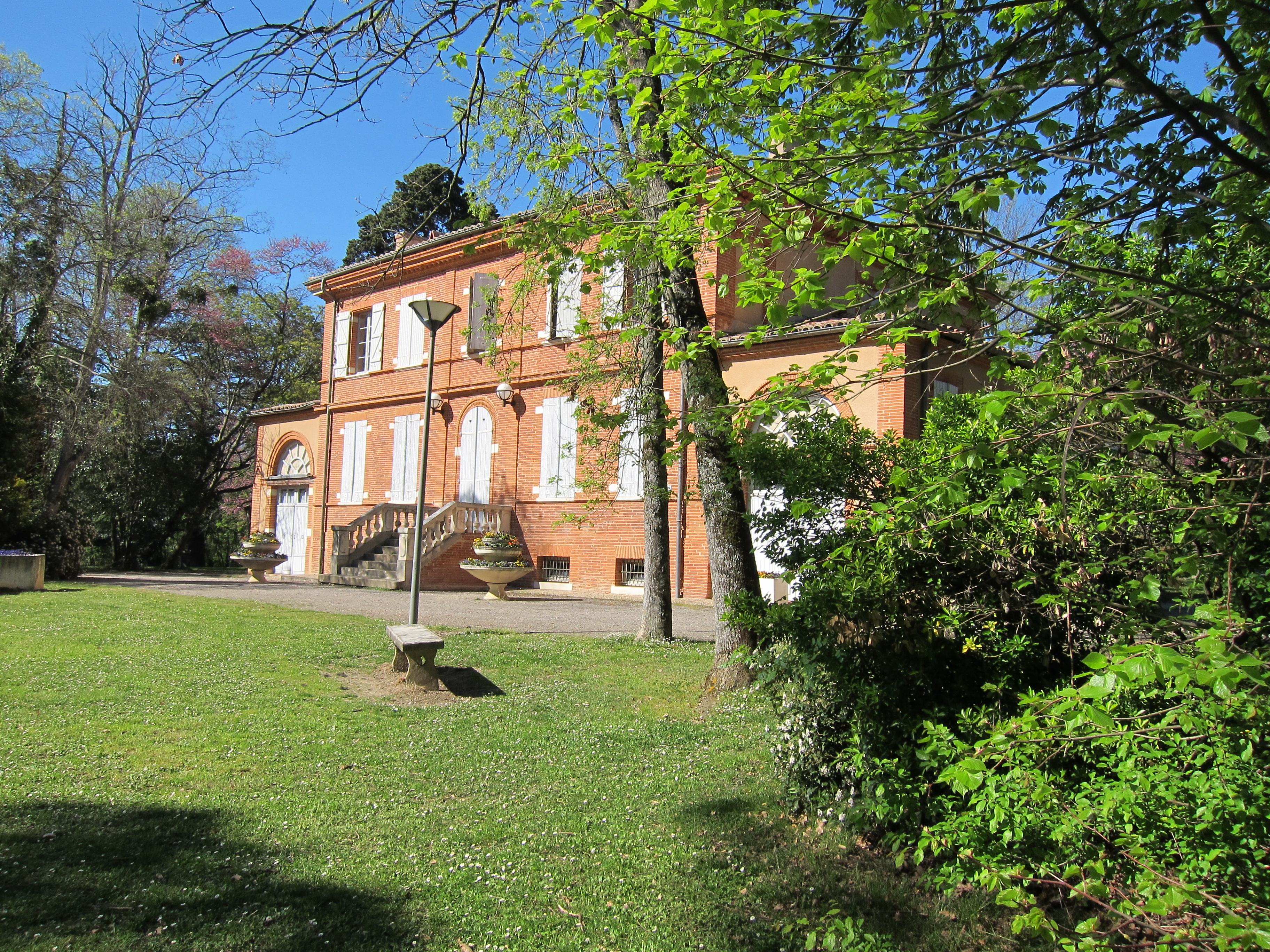
Castelul din Malpagat.
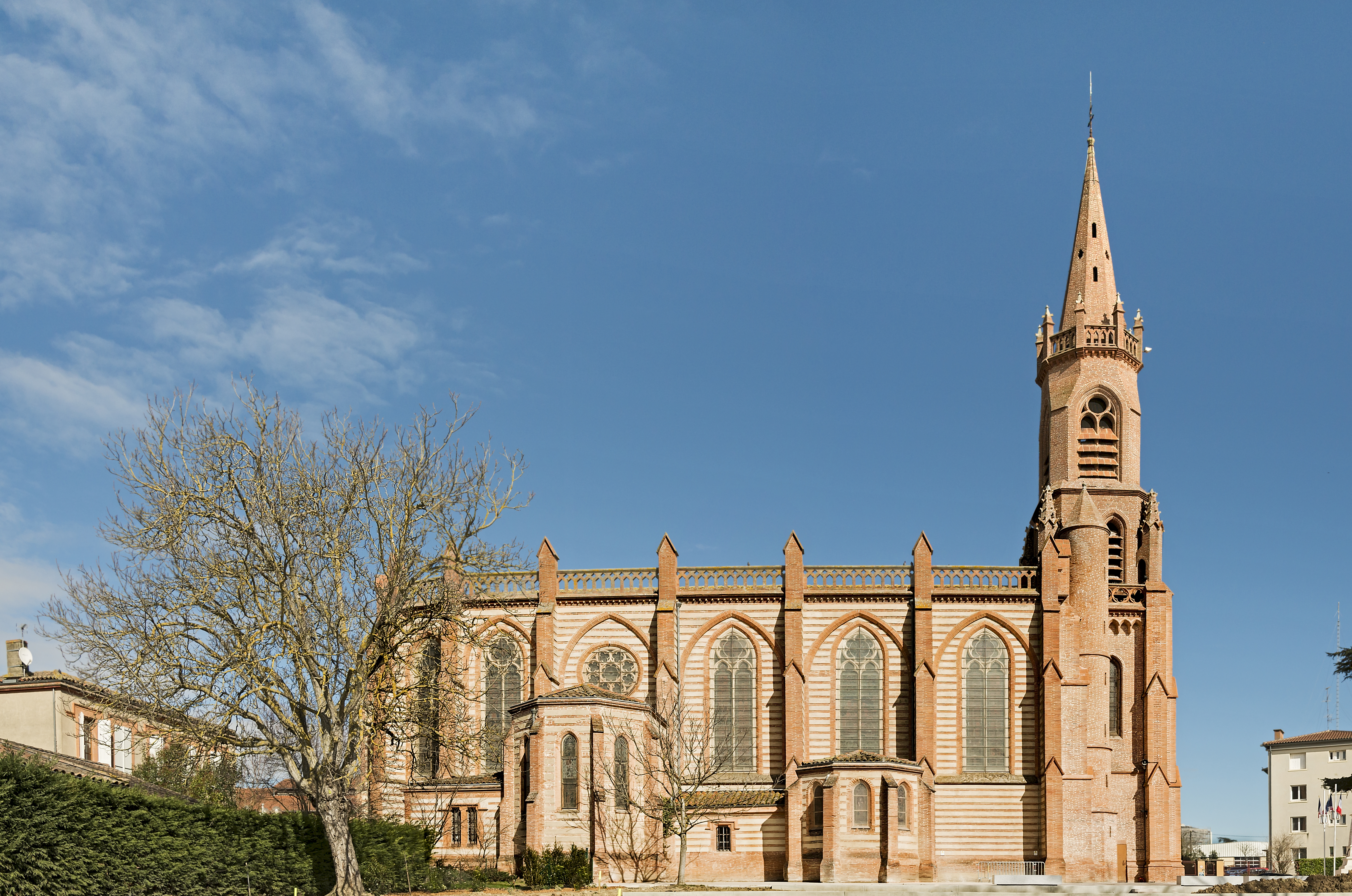
Biserica Sf. Ioan Botezătorul
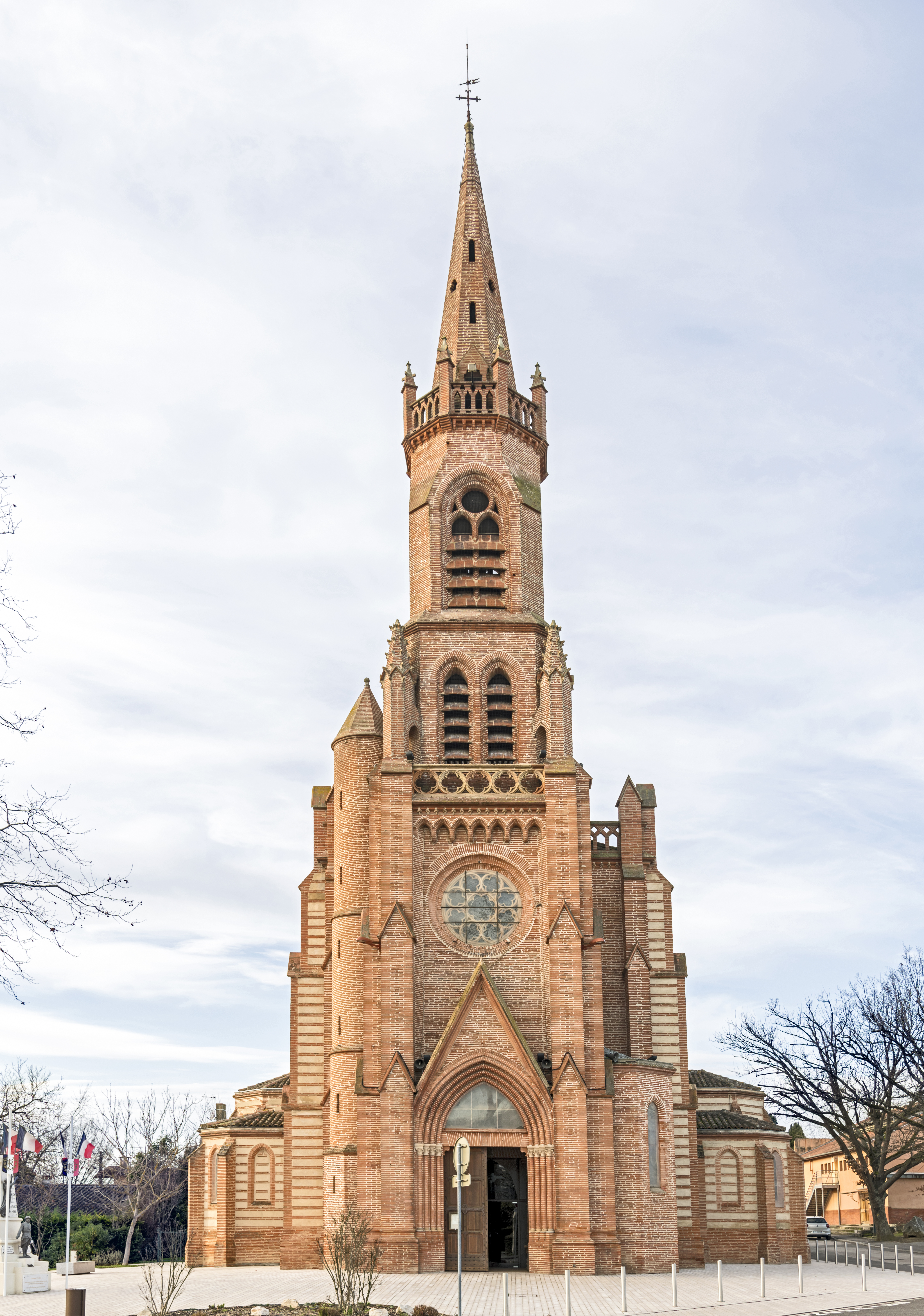
Turnul clopotniță
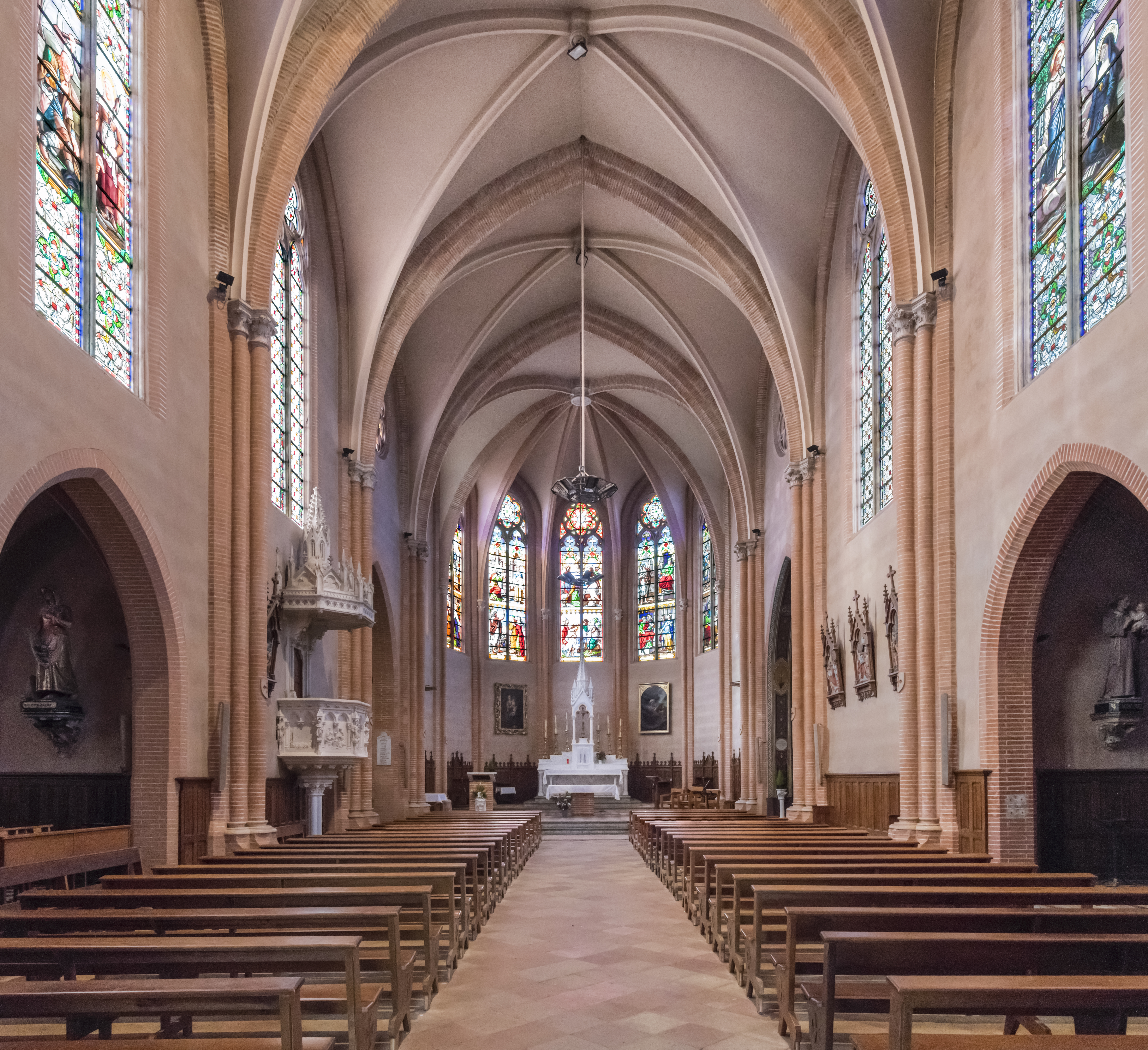
Vedere a interiorului bisericii
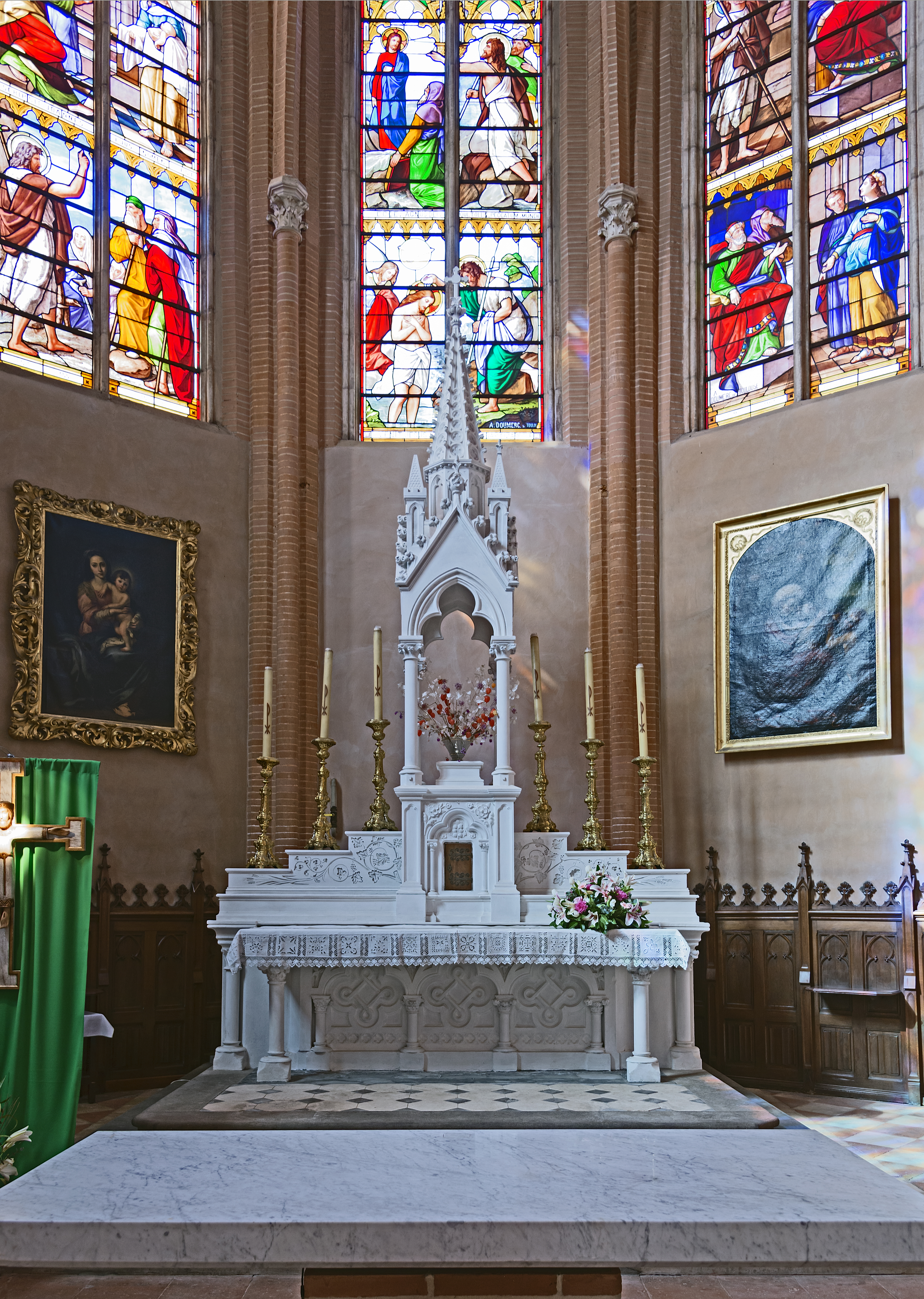
Altarul bisericii

## Evoluția populației
| An        | 1975  | 1982   | 1990   | 1999   | 2006   | 2009   |
| --------- | ----- | ------ | ------ | ------ | ------ | ------ |
| Populație | 7.817 | 10.461 | 11.751 | 12.141 | 12.300 | 12.026 |